# Diabrotica chimborensis
Diabrotica chimborensis is een keversoort uit de familie bladkevers (Chrysomelidae). De wetenschappelijke naam van de soort werd in 1911 gepubliceerd door Bowditch.